# جيمس وايت (مصمم ألعاب)
جيمس وايت (بالإنجليزية: James Wyatt)‏ (7 سبتمبر 1968)؛ روائي أمريكي. درس في كلية أوبرلين.